# Sword
Sword (с англ. — «Меч») — канадская рок-группа, играющая в стиле хэви-метал. Образованный в 1980 году, коллектив наиболее широко известен своим дебютным студийным
альбомом под названием Metalized, вышедший в 1986 году и представляющий собой классический образец хэви-метала.

## История
Группа была образована в 1980 году, в канадском городе Квебек братьями Риком и Дэном Хьюзами — первый стал вокалистом, второй — барабанщиком.
В 1986 году на американском лейбле Aquarius Records группа выпустила дебютный студийный альбом под названием Metalized. Альбом получил весьма высокие оценки критиков, коллективом заинтересовались крупные лейблы звукозаписи.
Два года спустя, в 1988-м, состоялся выпуск второго и на данный момент последнего студийного альбома с названием Sweet Dreams, однако восторженных отзывов уровня
альбома-предшественника, ни от фанатов, ни от критиков не последовало; пластинка была воспринята несколько более холоднее альбома Metalized.
Такие песни как The Trouble Is и Land of the Brave вошли в первый сингл группы, изданный в том же 1988 году.
В 2011 году группа объявила о своем возвращении на сцену.

## Дискография

### Студийные альбомы
- Metalized (1986)
- Sweet Dreams (1988)

### Синглы
- The Trouble Is (1988)

### Компиляции
- Best Of A Sword (2006)

## Составы

### Текущий состав
- Рик Хьюз — вокал (1980-наши дни)
- Майк Плант — гитара (1980-наши дни)
- Майк Ларок — бас-гитара (1980-наши дни)
- Дэн Хьюз — ударные (1980-наши дни)

### Бывшие участники
- Стефан Дьюфор — гитара (1990—1991)

## Кавер-версии песен Sword
Существуют несколько кавер-версий песен Sword, и что примечательно, все они выполнены итальянскими метал-группами.
- Concept — Sweet Dreams. (2003)
- Wonderland — Children of Heaven. (2003)
- Stonewall — F.T.W.. (2011)
- Seventh Seal — The Threat. (2002)